# Lý Tài Luận
Lý Tài Luận (sinh ngày 10 tháng 4 năm 1935, quê quán ở xã Bình Hiệp, huyện Bình Sơn, Quảng Ngãi) là một chính trị gia người Việt Nam. Ông từng là đại biểu quốc hội Việt Nam khóa IX nhiệm kì 1992-1997, thuộc đoàn đại biểu quốc hội tỉnh Quảng Bình. Ông nguyên là Phó chủ nhiệm Ủy ban Kinh tế và Ngân sách của Quốc hội, Thư ký Kỳ họp Quốc hội, nguyên Thứ trưởng Bộ Tài chính (1983 - 1992).

## Xuất thân
Lý Tài Luận sinh ngày 10 tháng 4 năm 1935 quê quán ở xã Bình Hiệp, huyện Bình Sơn, Quảng Ngãi.

## Giáo dục
- Trình độ chuyên môn: Phó tiến sĩ Khoa học - Kinh tế
- 1961~1966: học ngoại ngữ, rồi nghiên cứu sinh tại Đại học Kinh tế Tài chính Leningrad (Liên Xô cũ)[2]

## Sự nghiệp
Ông gia nhập Đảng Cộng sản Việt Nam vào ngày
Cuối năm 1954, ông tập kết ra Bắc.
Từ đầu năm 1955 đến năm 1957, ông được cử làm công tác thuế ở Lạng Sơn.
Từ 1957 đến 1961, ông làm việc ở Quảng Ninh.
Từ cuối năm 1961 đến năm 1966, ông đi học ngoại ngữ, rồi làm nghiên cứu sinh tại Đại học Kinh tế Tài chính Leningrad (Liên Xô cũ).
Đến 12/1966, ông về nước công tác tại Vụ Tổng dự toán, nay là Vụ Ngân sách Nhà nước của Bộ Tài chính.
Đến cuối 1992 ông chuyển sang công tác tại Ủy ban Tài chính - Ngân sách của Quốc hội.
Khi ứng cử đại biểu quốc hội khóa IX ở Quảng Bình, ông đang làm việc ở Ủy ban Kinh tế và Ngân sách của Quốc hội, giữ chức Phó chủ nhiệm Ủy ban Kinh tế và Ngân sách của Quốc hội, Thư ký Kỳ họp Quốc hội.